# Juniville
Juniville é uma comuna francesa na região administrativa de Grande Leste, no departamento Ardenas. Estende-se por uma área de 25,91 km². Em 2010 a comuna tinha 1 255 habitantes (densidade: 48,4 hab./km²).